# HD117661
HD117661 — подвійна зоря. 
Ця подвійна система має видиму зоряну величину в смузі V приблизно 6,6.
Вона розташована на відстані близько 234,0 світлових років від Сонця.

## Подвійна зоря
Головна зоря цієї системи належить до хімічно пекулярних зір й має спектральний клас A3.
Інша компонента має  спектральний клас F0.

## Фізичні характеристики
Зоря HD117661 обертається 
досить швидко 
навколо своєї осі. Проєкція її екваторіальної швидкості на промінь зору становить  Vsin(i)= 61км/сек.